# Rudolf Mädger
Rudolf Mädger (* 16. Dezember 1860 in Dresden; † 10. Dezember 1928 in Wesermünde) war ein deutscher Zimmermann, Gastwirt und Politiker (SPD).

## Leben
Mädger war der Sohn eines Arbeiters, der seine Eltern früh verlor und in einem Dresdner Waisenhaus aufwuchs. Er machte eine Lehre als Zimmermann und arbeitete als Wandergeselle. Infolge des Sozialistengesetzes wurde er als Sozialdemokrat 1879 aus Berlin ausgewiesen. 1885 kam er nach Lehe (Bremerhaven). Beim Bau der Leher Kasernen gründete er 1886 den Hauszimmermannsverband.
Von 1891 bis 1911 war er Bürgervorsteher von Lehe. Wegen seiner Parteizugehörigkeit immer von Kündigung bedroht, wechselte er – Bruno Gerstmeyer und Hinrich Schmalfeldt – den Beruf. 1892 eröffnete er in der Kreuzstraße (heute Krüselstraße) die Gastwirtschaft Bürgerhaus. Später betrieb er auch das Central-Hotel (eine Gaststätte mit Saal) an der Ecke Hafenstraße (Bremerhaven)/Wülbernstraße.
Von 1919 bis 1924 war Mädger ehrenamtlicher Senator im Magistrat der Stadt Lehe. Nach dem Zusammenschluss von Lehe und Geestemünde zur neuen Stadt Wesermünde war er von 1924 bis 1928 Senator von Wesermünde.

## Ehrungen
- 1924 wurde Mädger in der letzten Sitzung des Magistrats, nach dem Zusammenschluss von Lehe zur Stadt Wesermünde, mit der Ehrenbürgerschaft von Lehe geehrt.